# Glochidion submolle
Glochidion submolle là một loài thực vật có hoa trong họ Diệp hạ châu. Loài này được (K.Schum. & Lauterb.) Airy Shaw mô tả khoa học đầu tiên năm 1978.